# 奧爾杜巴德區
奧爾杜巴德區是阿塞拜疆的一個區，位於該國納希切萬東部，北鄰亞美尼亞，南隔阿拉克斯河與伊朗相望。面積約972平方公里，人口43,200人。首府奧爾杜巴德。